# Subaru Park
Le Subaru Park est un stade de soccer situé à Chester, Pennsylvanie, États-Unis. Il sert de terrain de jeu pour les matchs de soccer du Union de Philadelphie et de soccer féminin de l'Independence de Philadelphie.
Le stade est situé sur les bords du Delaware, au sud-ouest du pont Commodore Barry.

## Histoire
Le 25 février 2010, la franchise du Union de Philadelphie a annoncé que la société PPL Corporation, basée à Allentown, Pennsylvanie a acheté le nom du stade pour 20 millions $ USD pour une durée de 11 ans. En plus du nom, la société alimentera le stade en énergie propre. Le stade se nomme ainsi PPL Park et Talen Energy Stadium jusqu'en 2021. 
Le match inaugural a eu lieu le 27 juin 2010 lors d'une rencontre de Major League Soccer remporté 3-1 par la franchise du Union de Philadelphie contre celle des Sounders de Seattle.
En 2021 Subaru annonce son partenariat avec le stade et y impose son nom en lieu et place de PPL. De ce partenariat naitra le pole eSport avec comme projet des évènements d'envergure dans le milieu des sports numériques.